# Megalogomphus icterops
Megalogomphus icterops är en trollsländeart som först beskrevs av Martin 1902.  Megalogomphus icterops ingår i släktet Megalogomphus och familjen flodtrollsländor. IUCN kategoriserar arten globalt som otillräckligt studerad. Inga underarter finns listade i Catalogue of Life.